# Dieske

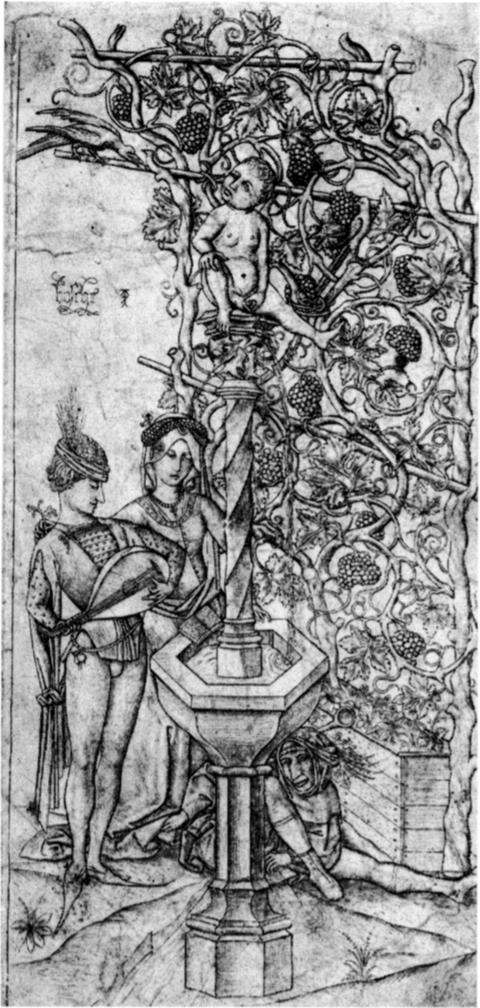
Jong musicerend paar bij een fontein, gravure van Alaert du Hamel

Dieske is de naam van een beeldengroep op het Herman Moerkerkplein in 's-Hertogenbosch. Het stelt een plassend bloot jongetje voor, hij vormt zo, net als "Manneken Pis", een fonteintje. De beeldengroep is in 1991/1992 vervaardigd door het kunstenaarsechtpaar JeanMarianne Bremers. Het jongetje Dieske zit op een zuil; naast de zuil staan een jongeman met een luit en een jonge vrouw die aan een bloem in haar hand ruikt, aan de andere kant van de fontein een nar.

## Achtergrond
Het verhaal gaat dat, op het einde van de 15e eeuw, een jongetje regelmatig in de Binnendieze plaste. Op een keer, toen hij weer daarmee bezig was, zag hij aan de overzijde van het water een paar mannen door het riet sluipen. Hij vermoedde dat het Geldersen zouden zijn, die in die tijd regelmatig op oorlogspad waren tegen het Hertogdom Brabant. Het jongetje, later Dieske genaamd, sloeg alarm en de Geldersen trokken zich terug.
De beeldengroep is geïnspireerd op een gravure uit 1500 van Alaert du Hamel, Jong musicerend paar bij een fontein.
Alaert du Hamel is een bekend architect met als belangrijkste werken de Sint-Janskathedraal in 's-Hertogenbosch en de Sint-Pieterskerk in Leuven. Overigens had de gravure mogelijk niet direct betrekking op Dieske, maar betrof het een allegorische voorstelling.